# 베트남 민주공화국 축구 국가대표팀
베트남 민주 공화국 축구 국가대표팀(베트남어: дội tuyển bóng đá quốc gia Viet Nam Dân chủ Cộng hòa)은 베트남 민주 공화국을 대표하는 축구 국가대표팀이다. 1975년에 베트남이 통일되면서 해체되었다.

## 월드컵 기록
| 연도        | 라운드          | 순위            | 경기            | 승              | 무*             | 패              | 득점            | 실점            |
| ----------- | --------------- | --------------- | --------------- | --------------- | --------------- | --------------- | --------------- | --------------- |
| 1930년      | 불참            | 불참            | 불참            | 불참            | 불참            | 불참            | 불참            | 불참            |
| 1934년      | 불참            | 불참            | 불참            | 불참            | 불참            | 불참            | 불참            | 불참            |
| 1938년      | 불참            | 불참            | 불참            | 불참            | 불참            | 불참            | 불참            | 불참            |
| 1950년      | 불참            | 불참            | 불참            | 불참            | 불참            | 불참            | 불참            | 불참            |
| 1954년      | 불참            | 불참            | 불참            | 불참            | 불참            | 불참            | 불참            | 불참            |
| 1958년      | 불참            | 불참            | 불참            | 불참            | 불참            | 불참            | 불참            | 불참            |
| 1962년      | 불참            | 불참            | 불참            | 불참            | 불참            | 불참            | 불참            | 불참            |
| 1966년      | 불참            | 불참            | 불참            | 불참            | 불참            | 불참            | 불참            | 불참            |
| 1970년      | 불참            | 불참            | 불참            | 불참            | 불참            | 불참            | 불참            | 불참            |
| 1974년      | 불참            | 불참            | 불참            | 불참            | 불참            | 불참            | 불참            | 불참            |
| 1978년 이후 | 베트남으로 참가 | 베트남으로 참가 | 베트남으로 참가 | 베트남으로 참가 | 베트남으로 참가 | 베트남으로 참가 | 베트남으로 참가 | 베트남으로 참가 |
| 합계        |                 |                 |                 |                 |                 |                 |                 |                 |

## 아시안컵 기록
베트남 민주 공화국은 아시안컵에 단 한번도 출전한 기록이 없다.